# ヴジー・クネーネ
ヴジー・クネーネ（Vusi Kunene）は、南アフリカ共和国の俳優。

## フィルモグラフィー

### 映画
- おじいさんと草原の小学校（ミスター・キプルト）
- キング・イズ・アライヴ
- 輝きの大地